# Mohini Bhardwaj
Mohini Bhardwaj (Filadelfia, Pensilvania, 29 de septiembre de 1978) es una gimnasta artística estadounidense, subcampeona olímpica en 2004 por equipos, y campeona mundial en 2003 en equipos.

## Carrera deportiva
En el Mundial de Gante 2001 gana el bronce en el concurso por equipos, tras Rumania y Estados Unidos.
En los JJ. OO. de Atenas 2004 gana la plata de nuevo en el concurso por equipos —tras Rumania y por delante de Rusia— siendo sus compañeras: Terin Humphrey, Annia Hatch, Courtney Kupets, Courtney McCool y Carly Patterson.